# Захарків Олександр Ярославович
Олександр Ярославович Захарків (2 лютого 1983 — 25 травня 2023, біля м. Куп'янськ, Харківська область) — український військовослужбовець, капітан 105 ОБрТрО Збройних сил України, учасник російсько-української війни. Кавалер ордена «За мужність» III ступеня (2024, посмертно), почесний громадянин міста Тернополя (2023, посмертно).

## Життєпис
Олег Захарків народився 2 лютого 1983 року.
Від 2014 року брав участь у російсько-українській війні в складі батальйону охорони 44-ї окремої артилерійської бригади та 105-ї окремої бригади територіальної оборони.
Під час повномасштабного російського вторгнення служив командиром 2-ої стрілецької роти 105 ОБрТрО; воював на Харківщині, Донеччині та Луганщині. Загинув 25 травня 2023 року біля м. Куп'янська на Харківщині.
Похований 29 травня 2023 року на Алеї Героїв Микулинецького цвинтаря м. Тернополя.
Залишилися батьки і сестра.

## Нагороди
- орден «За мужність» III ступеня (16 жовтня 2024, посмертно) — за особисту мужність, виявлену у захисті державного суверенітету та територіальної цілісності України, самовіддане виконання військового обов’язку[1];
- почесний громадянин міста Тернополя (9 червня 2023, посмертно) — за вагомий особистий вклад у становленні української державності та особисту мужність і героїзм у виявленні у захисті державного суверенітету та територіальної цілісності України[2].